# Desis
Die zahlenmäßig kleine Gattung Desis zählt zur Familie der Gezeitenspinnen (Desidae) innerhalb der Ordnung der Webspinnen. Die Arten der überwiegend auf der Südhalbkugel verbreiteten Gattung vollführen eine einzigartige Lebensweise: Sie nutzen von den Gezeiten beeinflusste Küstengebiete der Meere als Habitat (Lebensraum) und verweilen bei Hochwasser in ihren dann unter Wasser befindlichen Unterschlüpfen, die durch Spinnseide wasserdicht gehalten werden, während die Spinnen bei Niedrigwasser hervorkommen.

## Merkmale

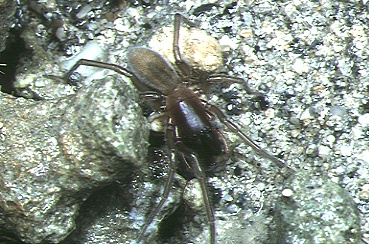
Männchen von D. japonica

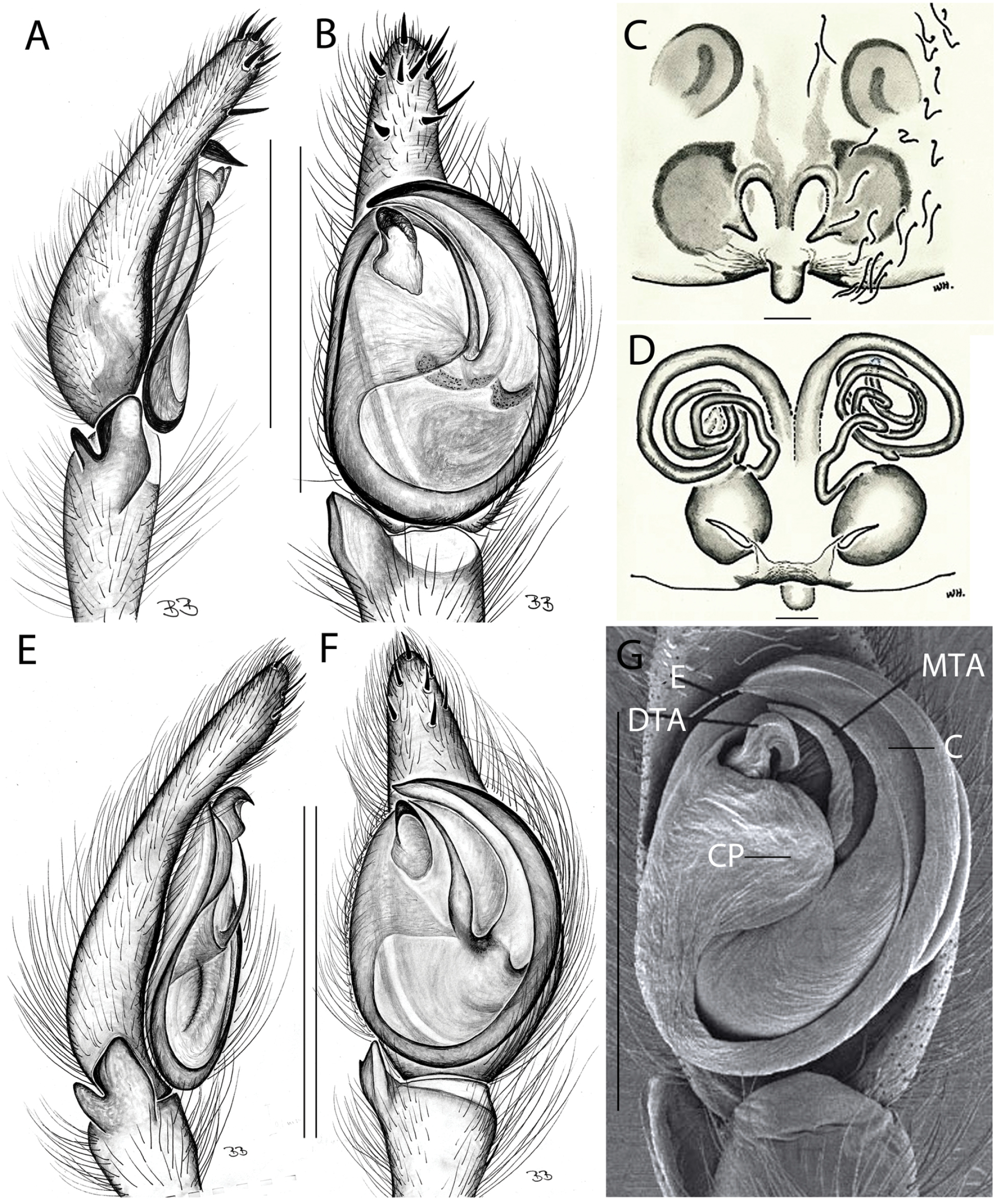
Grafiken der Bulbi (oben links) und der Epigyne mitsamt Spermatheken (oben rechts) von D. bobmarleyi sowie der Bulbi von D. vorax (unten)

Arten der Gattung Desis erreichen eine Körperlänge von 18 bis 22 Millimetern einschließlich der Cheliceren (Kieferklauen), wobei die Männchen geringfügig kleiner bleiben. Damit handelt es sich um mittelgroße Vertreter der Echten Webspinnen (Araneomorphae). Die Farbgebung variiert von hellgelb bis dunkelbraun. Alle Setae (chitinisierte Haare) dieser Spinnen sind vergleichsweise lang und dicht beieinander angeordnet.
Der Carapax (Rückenschild des Prosomas bzw. Vorderkörpers) ist länger als breit. Er ist außerdem flach und oval sowie anterior (vorne) gestutzt. Die Fovea (an den Muskeln des Saugmagens ansetzende Einkerbung) ist deutlich ausgeprägt. Sie ist außerdem eher kurz. Die wie bei den meisten Spinnen acht Augen sind je zu viert in zwei übereinander befindlichen Reihen gegliedert, die etwas mehr als die Hälfte der Breite vom cephalen (beim Kopf gelegenen) Bereich einnehmen. Die anterior medianen (mittleren) Augen sind von variabler Größe. Das mediane Augenviereck hat die Gestalt eines breiten Trapezes. Auffallend ist das Erscheinungsbild der vergleichsweise sehr großen Cheliceren, die fast so lang wie der Carapax und nach vorne gerichtet sind. Sie verfügen anterior über 2 und posterior (hinten) über 2, meistens jedoch über 5 bis 7 Zähne. Die Maxillae (umgewandelte Coxen bzw. Hüftglieder der Pedipalpen) sind spitz geformt. Die Schamlippen sind lang bis sehr lang und gestutzt. Das Labium (sklerotisierte bzw. verhärtete Platte zwischen den Maxillae und vor dem Sternum) erscheint lang bis sehr lang und gestutzt und das Sternum (Brustschild des Prosomas) spitz sowie sich allmählich verjüngend.
Die Beine sind von durchschnittlicher Länge. Das erste Beinpaar hat manchmal gar keine und das zweite kaum Stacheln. Gelegentlich hat auch das zweite gar keine Stacheln. An den Femora (Schenkel) befindet sich – sofern ausgebildet – ein einziger dorsaler (oberer) Stachel. Die Tibien (Schienen) der beiden hinteren Beinpaare haben je 2 bis 3 und die Metatarsen (Fersengliedern) gleicher Beinpaare jeweils 3 Stacheln, während die Tarsen (Fußgliedern) dieser Beinpaare und seltener beim zweiten noch ventral (unten) bestachelt sind. An den Tarsen befinden sich außerdem die in je zwei parallel zueinander angelegten Reihen verlaufenden Trichobothria (Tastsetae). Die Trochanter (Schenkelringe) der beiden hinteren Beinpaare sind leicht eingekerbt.
Das Opisthosoma (Hinterleib) ist eiförmig und mit kürzeren Setae versehen. Es ist hellgelbbraun gefärbt. Die Stigmen (Atemöffnungen) der Tracheen (Luftröhren) sind sehr kurz, anterior fehlen sie ganz. Die anterioren Spinnwarzen sind basal anderthalb bis zweimal und die posterioren zwei- bis zweieinhalbmal so breit wie lang. Die zylindrischen medianen Spinnwarzen sind lang und dick. Der Colulus (vermutlich funktionsloser Hügel und Rest der sog. Cribelli und Calamistri) ist als große mit Setae bestückte Platte ausgebildet.
Die Tibien der Bulbi (männliche Geschlechtsorgane) verfügen über je einen undeutlichen Prozess (Fortsatz). Die mediane Apophyse (Fortsatz) ist bei der Gattung als subapikale (unter der Spitze gelegener) konkaver Haken ausgebildet. Das Cymbium (erstes und vorderes Sklerit bzw. Hartteil eines einzelnen Bulbus) hat bei der Gattung Desis zwei gerundete apikale (zur Spitze gelegene) und das Tegulum (zweites und mittleres Sklerit des Bulbus) besitzt drehpunktartig erscheinende Modifikationen, während der durchgehend dünne und kreisförmige Embolus (drittes und letztes Sklerit des Bulbus) basal (an der Basis) entspringt. Der Konduktor (den Embolus führender und stützender Fortsatz) von einem Bulbus hat eine teguläre (rückseitige) Platte. Die Platte der Epigyne (weibliches Geschlechtsorgan) besitzt eine kleine kaudale (zur Schweifregion gelegene) Projektion (Verlängerung), ihre lateralen Zähne erscheinen sind subkaudal angelegt und klein. Die Kopulationskanäle sind vergleichsweise einfach aufgebaut.

## Verbreitung und Lebensweise

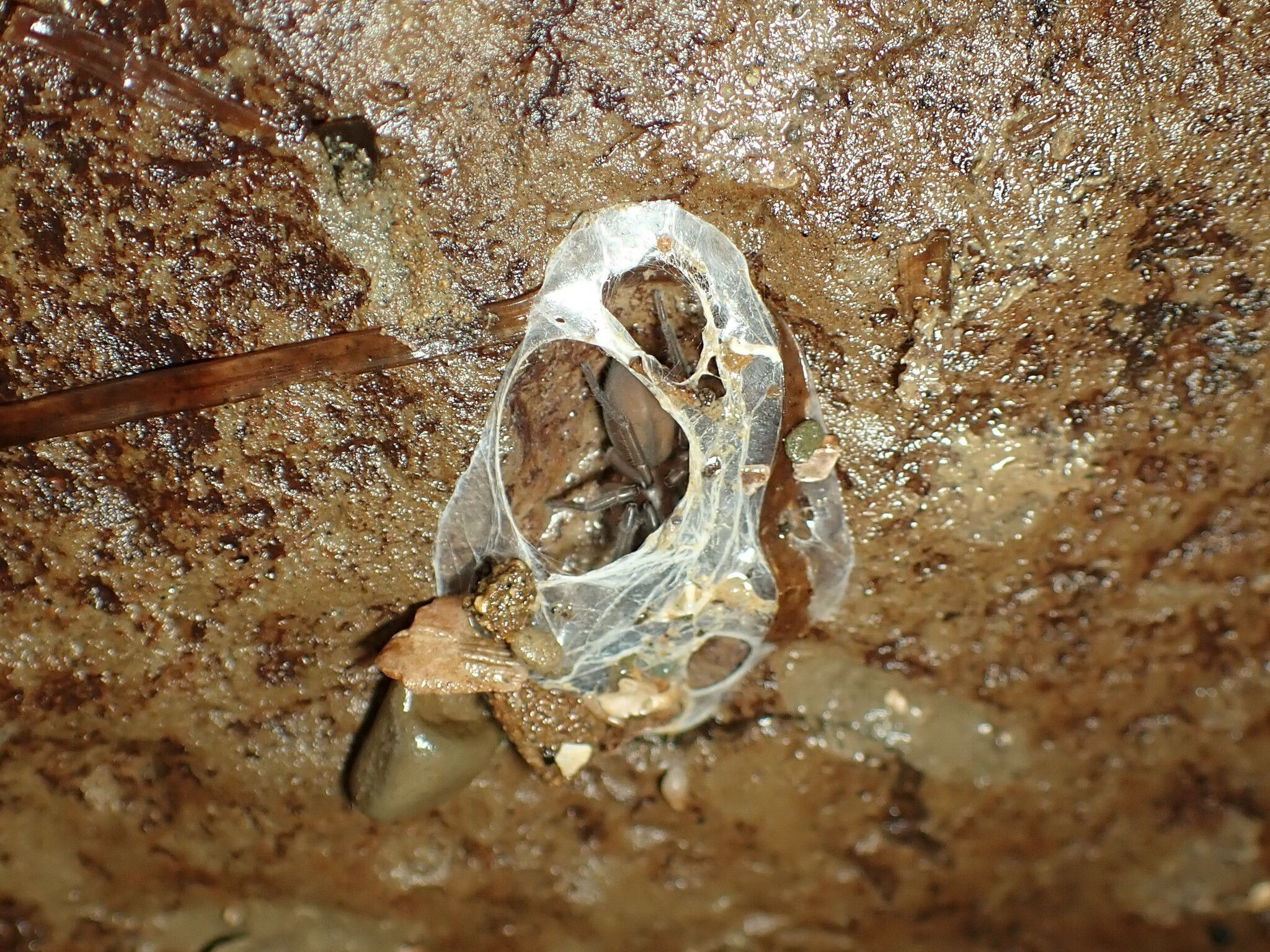
Weibchen von D. marina in seinem hier geöffneten Gespinst

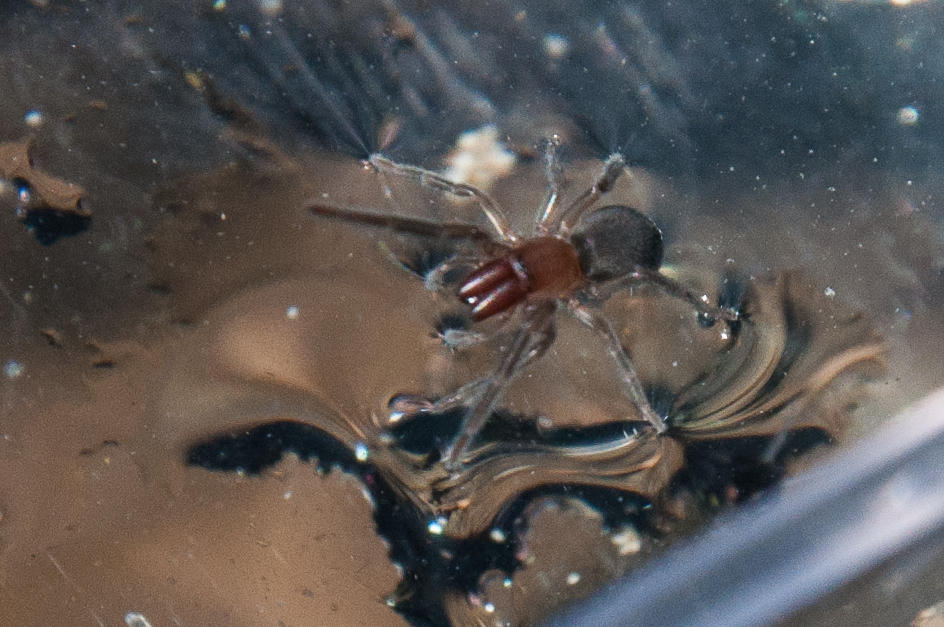
Auf der Wasseroberfläche schwimmendes Männchen von D. formidabilis

Das Verbreitungsgebiet der Gattung Desis erstreckt sich größtenteils über die Südhalbkugel und darüber hinaus über die Küstengebiete Japans. Als Habitate (Lebensräume) dienen ihnen in ihrem Verbreitungsgebiet die Küsten des Indischen und des Pazifischen Ozeans, wo sie nahe von Korallenriffen vorkommen und den Großteil ihres Lebens unter der Wasseroberfläche verbringen. Aufgrund dessen kommen die Spinnen in ihrem durch die Gezeiten beeinflussten Lebensräumen lediglich bei Niedrigwasser nach der Ebbe hervor. Die Flut mit dem einhergehenden Hochwasser verbringen sie dann in von Weichtieren wie Muscheln gegrabenen Hohlräumen, die anfangs von diesen bis zu deren Verlassen als Versteck genutzt wurden. Dort legen die Arten der Gattung Desis dann ein sehr dichtes Gespinst an, das das Eindringen von Wasser verhindert und sie somit gleichzeitig mit Sauerstoff versorgt. Trotzdem wird vermutet, dass zumindest einige Vertreter der Gattung in der Lage sind zu schwimmen, während andere in Meerwasser schnell ertrinken. Es wird vermutet, dass eine aquatischen Biologie bei den verschiedenen Arten unterschiedlich ausgeprägt sein kann. Eine derartige Lebensweise wird den Spinnen durch die durch ihre Länge und dichte Anordnung hydrophoben (wasserabweisenden) Setae ermöglicht, die die Stigmen von Wasser freihalten. Dies wird durch die hohe Ausprägung der Stigmen und das vergleichsweise große Tracheensystem zur höheren Sauerstoffspeicherung sowie das fehlende Farbmuster zur Tarnung auf Sand erweitert.

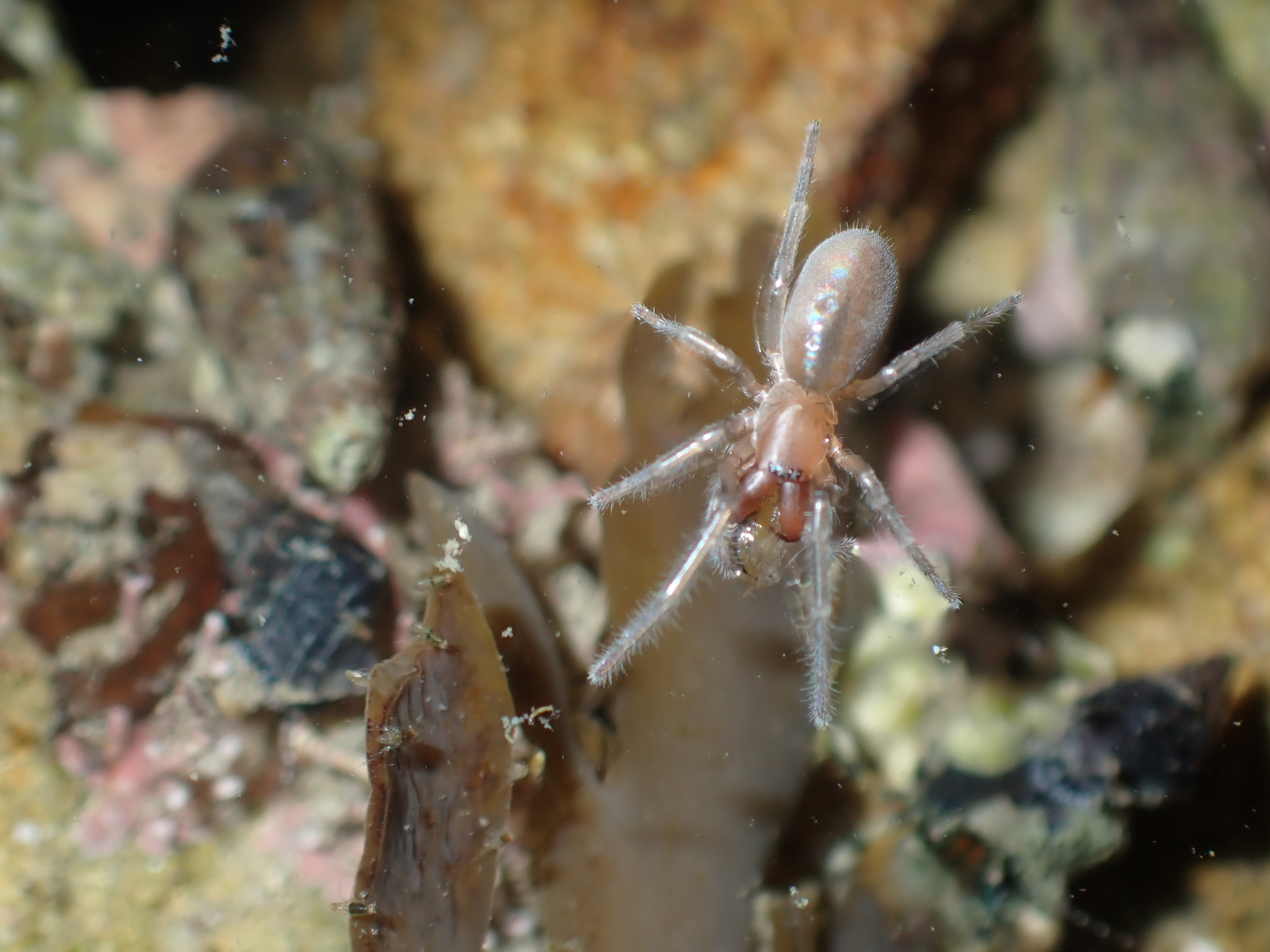
Jungtier von D. marina mit erbeutetem Flohkrebs

In ihrer Aktivitätszeit außerhalb des Verstecks jagen die Arten der Gattung Desis dann freilaufend verschiedene Beutetiere, etwa andere Gliederfüßer, die sich in den von Gezeiten beeinflussten Küstengebieten aufhalten. Dazu zählen verschiedene Krebstiere. Kleinere Fische erweitern das Beutespektrum der Spinnen. Die Paarung findet im Trockenen statt. Anderweitig ist wenig über die Lebensweise von den Arten der Gattung bekannt.

## Systematik
Die Systematik der Gattung Desis wurde seit ihrer 1835 von Charles Athanase Walckenaer durchgeführten Erstbeschreibung mehrfach verändert, so kamen vermehrt neue Arten dazu, während andere aus verschiedenen Gründen ihren Artstatus verloren. Der Gattungsname Desis ist altgriechisch und bedeutet „Verbindung“ oder „Verwicklung“.
Walckenaer hat die Gattung Desidae anfangs zu den Gebirgstrichterspinnen (Cybaeidae) geordnet. Vincent Daniel Roth und Pekka Taisto Lehtinen transferierten sie 1967 unabhängig voneinander zur Familie der Gezeitenspinnen. Sie ist heute deren Typusgattung. Die Typusart der Gattung selber ist D. maxillosa.

### Arten
Die Gattung Desis umfasst 15 Arten. Diese und ihre geographischen Verbreitungen sind:
- D. bobmarleyi Baehr, Raven & Harms, 2017 – Australien (Queensland)
- D. crosslandi Pocock, 1903 – Tansania (Sansibar), Madagaskar, Komoren, Mayotte
- D. formidabilis (O. Pickard-Cambridge, 1891) – Namibia, Südafrika
- D. galapagoensis Hirst, 1925 – Ecuador (Galapagosinseln)
- D. gardineri Pocock, 1904 – Indien (Lakkadiven)
- D. inermis Gravely, 1927 – Indien
- D. japonica Yaginuma, 1956 – Japan
- D. jiaxiangi Lin, Li & Chen, 2020 – China
- D. kenyonae Pocock, 1902 – Australien (Victoria, Tasmanien)
- D. marina (Hector, 1877) – Neukaledonien, Neuseeland (Hauptinsel & Chatham Island)
- D. martensi L. Koch, 1872 – Malaysia
- D. maxillosa (Fabricius, 1793) – Neuguinea, Neukaledonien
- D. risbeci (Berland), 1931 – Neukaledonien
- D. tangana (Roewer), 1955 – Ostafrika
- D. vorax L. Koch, 1872 – Samoa

#### Synonymisierte Arten
7 einstige Arten, die zuletzt zur Gattung Desis zählten, wurden mit anderen Arten der Gattung synonymisiert und verloren somit ihren Artstatus. Diese Arten waren:
- D. beckeri Hewitt, 1913 – Synonymisiert mit D. formidabilis unter Lamoral, 1968.
- D. dysderoides (White, 1849) – Synonymisiert mit D. marina unter Pocock, 1895.
- D. dysderoides Walckenaer, 1837 – Synonymisiert mit D. maxillosa unter Schiødte, 1849.
- D. isolata Banks, 1931 – Synonymisiert mit D. galapagoensis unter Roth, 1967.
- D. pentheri Simon, 1910 – Synonymisiert mit D. formidabilis unter Lamoral, 1968.
- D. robsoni Powell, 1879 – Synonymisiert mit D. marina unter Pocock, 1895.
- D. tubicola (Pocock, 1898) – Synonymisiert mit D. formidabilis unter Lehtinen, 1967: 256, after Hirst, 1925.

#### Nicht mehr anerkannte Art
Eine Art zählte zuletzt zur Gattung Desis und gilt heute als Nomen dubium. Die aufgelöste Art ist:
- D. hartmeyeri Simon, 1909 – Aufgelöst unter Baehr, Raven & Harms, 2017.

#### Nie anerkannte Arten
Zwei Arten der Gattung Desis erfüllten bei ihrer Erstbeschreibung nicht die Voraussetzungen für einen Artstatus und gelten heute als Nomina nuda. Die Arten sind:
- D. lyukiana Kishida, 1959 – Aufgehoben unter Yaginuma (bei Brignoli), 1983.
- D. sakaguchii Kishida, 1959 – Aufgehoben unter Yaginuma (bei Brignoli), 1983.

### Synonymisierte Gattungen
Folgende 3 Gattungen wurden mit der Gattung Desis synonymisiert:
- Dandridgea White, 1849 – Synonymisiert mit der Gattung Desis unter Pocock, 1895.
- Paradesis Pocock, 1898 – Synonymisiert mit der Gattung Desis unter Pocock, 1902.
- Robsonia O. Pickard-Cambridge, 1880 – Synonymisiert mit der Gattung Desis unter Pocock, 1895.